# Clementine Churchill
Clementine Ogilvy Spencer-Churchill, née Hozier (1er avril 1885 - 12 décembre 1977), baronne Spencer-Churchill, est l'épouse de Winston Churchill.

## Biographie

### Origines familiales

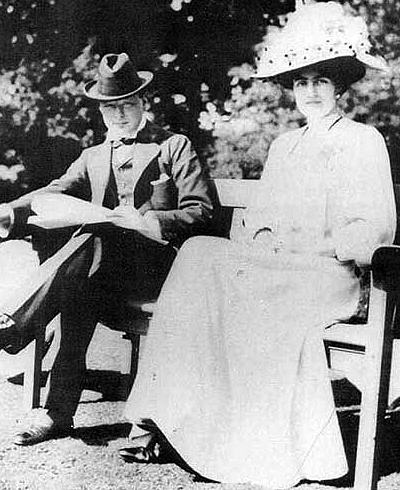
Winston Churchill avec sa fiancée Clementine Hozier (peu de temps avant leur mariage en 1908).

Issue d'une famille d'origine écossaise, elle est née dans le quartier de Mayfair à Londres. Elle est la deuxième de quatre enfants (trois filles et un garçon) d'Henry Hozier (1838–1907) et de sa seconde épouse Henrietta Blanche Hozier (1852–1925), fille du 10e comte d'Airlie.
En raison de la supposée stérilité de Sir Henry, sa paternité est sujette à débats, Lady Blanche étant par ailleurs connue pour ses nombreuses liaisons. En 1881, son mari la surprend avec un amant. Elle évite le divorce grâce aux infidélités de son mari mais le couple se sépare tout de même quelques années plus tard.
Lady Blanche a toujours maintenu que le père biologique de Clementine est Bay Middleton, ce que pense aussi Mary Soames, la plus jeune fille de Clementine et sa biographe.
Une biographe de Clementine, Joan Hardwick, pense quant à elle, que tous les enfants Hozier ont été conçus par Algernon Freeman-Mitford (1837–1916), mari de la sœur de Lady Blanche, plus connu pour être le grand-père des sœurs Mitford dans les années 1920.
Quelle que soit sa paternité, Sir Henry a reconnu Clementine comme sa propre fille.

### Jeunesse et études
Clementine Hozier est d'abord élevée par une gouvernante, puis étudie brièvement à l'école d'Édimbourg, dirigée par Karl Froebel, le neveu de Friedrich Fröbel. Elle poursuit ensuite ses études au collège Berkhamsted (aujourd’hui Berkhamsted School) puis à la Sorbonne à Paris.
À l'été 1899, alors que Clementine a quatorze ans, Lady Blanche fait déménager toute sa famille à Dieppe. La famille y passe un été idyllique, entre natation, canoë et cueillette de mûres. La famille se lie avec un groupe nommé « La Colonie », constitué de militaires, peintres et écrivains anglais, comme Aubrey Beardsley ou Walter Sickert, qui devient plus tard un bon ami de la famille. D'après Mary Soames, Clementine fut profondément frappée par M. Sickert, elle le considérait comme l'homme le plus irrésistible qu'elle ait jamais vu.
La vie joyeuse des Hozier en France prend fin lorsque Kitty, la fille aînée de la famille, contracte la fièvre typhoïde. Blanche Hozier estime alors que la meilleure chose à faire est d'envoyer Clementine et sa sœur Nellie en Écosse, afin qu'elle puisse se consacrer entièrement à soigner sa fille. Mais Kitty meurt le 5 mars 1900.
Clementine a été fiancée deux fois secrètement à Sidney Peel (en), tombé amoureux d'elle quand elle avait dix-huit ans.

### Mariage et enfants

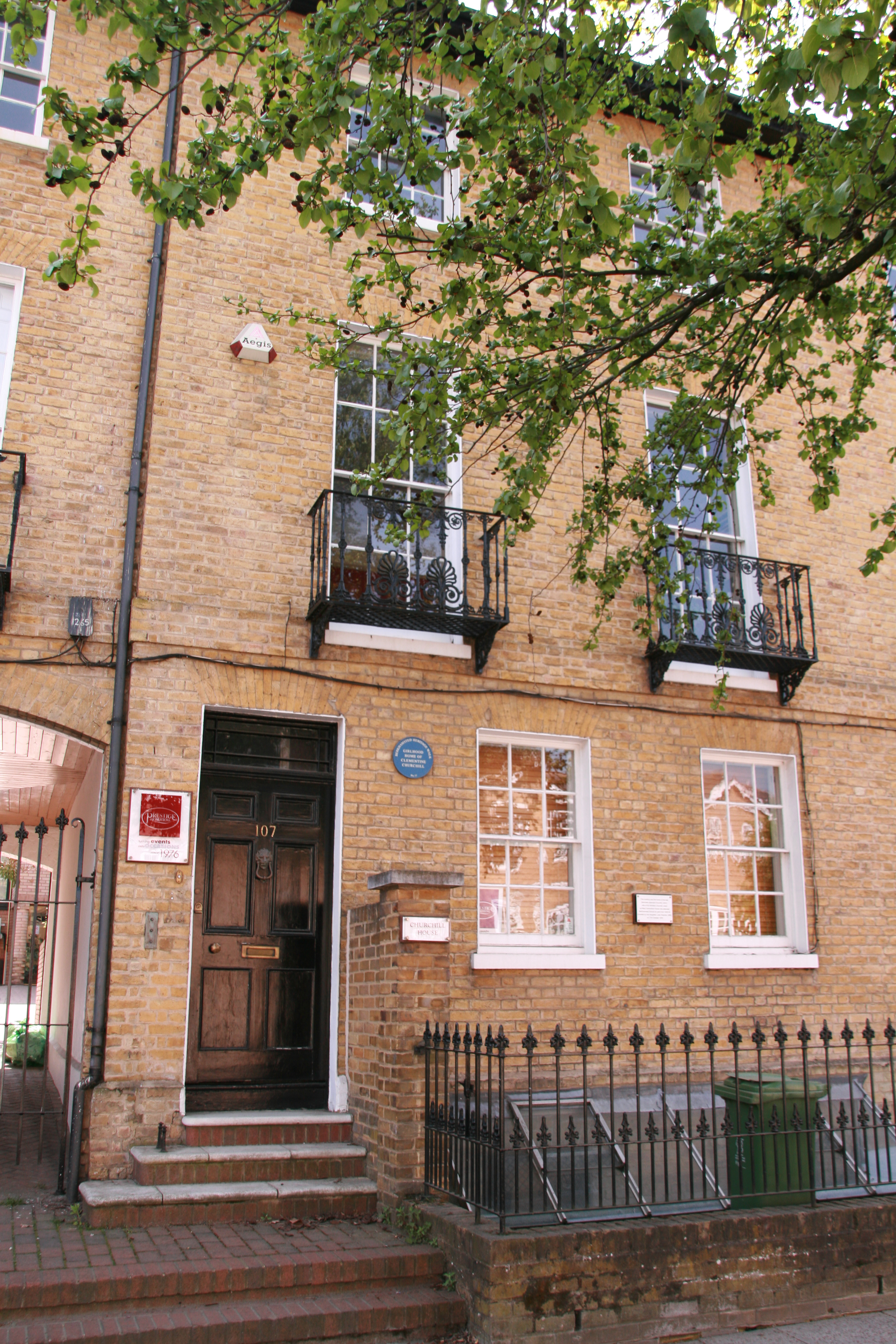
Maison de Clementine Hozier en 1900 et 1903.

Clementine est présentée à Winston Churchill pour la première fois en 1904, mais ils ne font réellement connaissance que quatre ans plus tard, quand ils se recroisent en 1908, lors d'un dîner chez sa grand-tante lady St Helier. Après une soirée en sa compagnie, il se rend compte de sa vive intelligence et de son caractère animé. Churchill, alors quasi fiancé à Violet Asquith, fille du Premier ministre H. H. Asquith, et Clementine tombent amoureux, et ils se fiancent — Violet Asquith en fera une dépression. Après plusieurs mois de correspondance, Churchill écrit à Lady Blanche pour lui demander son consentement pour le mariage.

« My dear Lady Blanche Hozier,

Clementine will be my ambassador today. I have asked her to marry me & we both ask you to give your consent & your blessing. You have known my family for so many years that there is no need to say vy much in this letter. I am not rich nor powerfully established, but your daughter loves me & with that love I feel strong enough to assume this great & sacred responsibility; & I think I can make her happy & give her a station & career worthy of her beauty and her virtues.

Marlborough is vy much in hopes that you will be able to come down here today & he is telegraphing to you this morning. That would indeed be vy charming & I am sure Clementine will persuade you.

With sincere affection

Yours ever,

Winston S. Churchill »

Le 12 septembre 1908, elle épouse Winston Churchill, parlementaire engagé de dix ans son aîné, à l’église Sainte-Marguerite à Westminster.
Ils ont cinq enfants :
- Diana (1909-1963)
- Randolph (1911-1968)
- Sarah (1914–1982)
- Marigold (1918–1921)
- Mary (1922-2014) [9].

Marigold est morte à l'âge de trois ans, Diana et Randolph mourront également avant leur mère. Après la naissance de leur cinquième enfant, les époux Churchill acquièrent le manoir de Chartwell.

### Première Guerre mondiale
Durant la Première Guerre mondiale, Clementine Churchill s'occupe des cantines pour les travailleurs, au sein de la Young Men's Christian Association (YMCA) dans le nord-est de Londres.

### Années 1930
Dans les années 1930, Clementine voyage sans son mari sur le yacht de Walter Guinness, le Rosaura (en). Elle visite ainsi Bornéo, l'île de Sulawesi, les Moluques, la Nouvelle-Calédonie et les Nouvelles-Hébrides. Durant ce voyage, elle a une idylle platonique avec Terence Philip, un marchand d'art, de sept ans son cadet. Au soir de sa vie, Clementine confiera à sa fille Mary - en français : « Ce fut une vraie connaissance de ville d'eau ».
Elle revient de ce voyage avec une colombe de Bali. À sa mort, elle la fait enterrer dans son jardin, sous un cadran solaire sur la base duquel elle fait inscrire :
HERE LIES THE BALI DOVE

It does not do to wander

Too far from sober men.

But there’s an island yonder,

I think of it again.
"ICI REPOSE LA COLOMBE DE BALI
Il ne faut pas errer
Trop loin des hommes sobres.
Mais il y a une île là-bas,
Je pense encore à elle"

### Seconde Guerre mondiale
Durant la Seconde Guerre mondiale, elle travaille pour la Croix-Rouge britannique. L'hôpital Clementine Churchill à Harrow est nommé ainsi en son honneur. Elle est absente des festivités du 8 mai 1945 à Londres : elle est alors en tournée en URSS, hôte officielle des autorités soviétiques de la Croix-Rouge russe, en hommage au rôle qu'elle a joué pour lever des fonds caritatifs à travers le Aid to Russia Fund.

### Après guerre

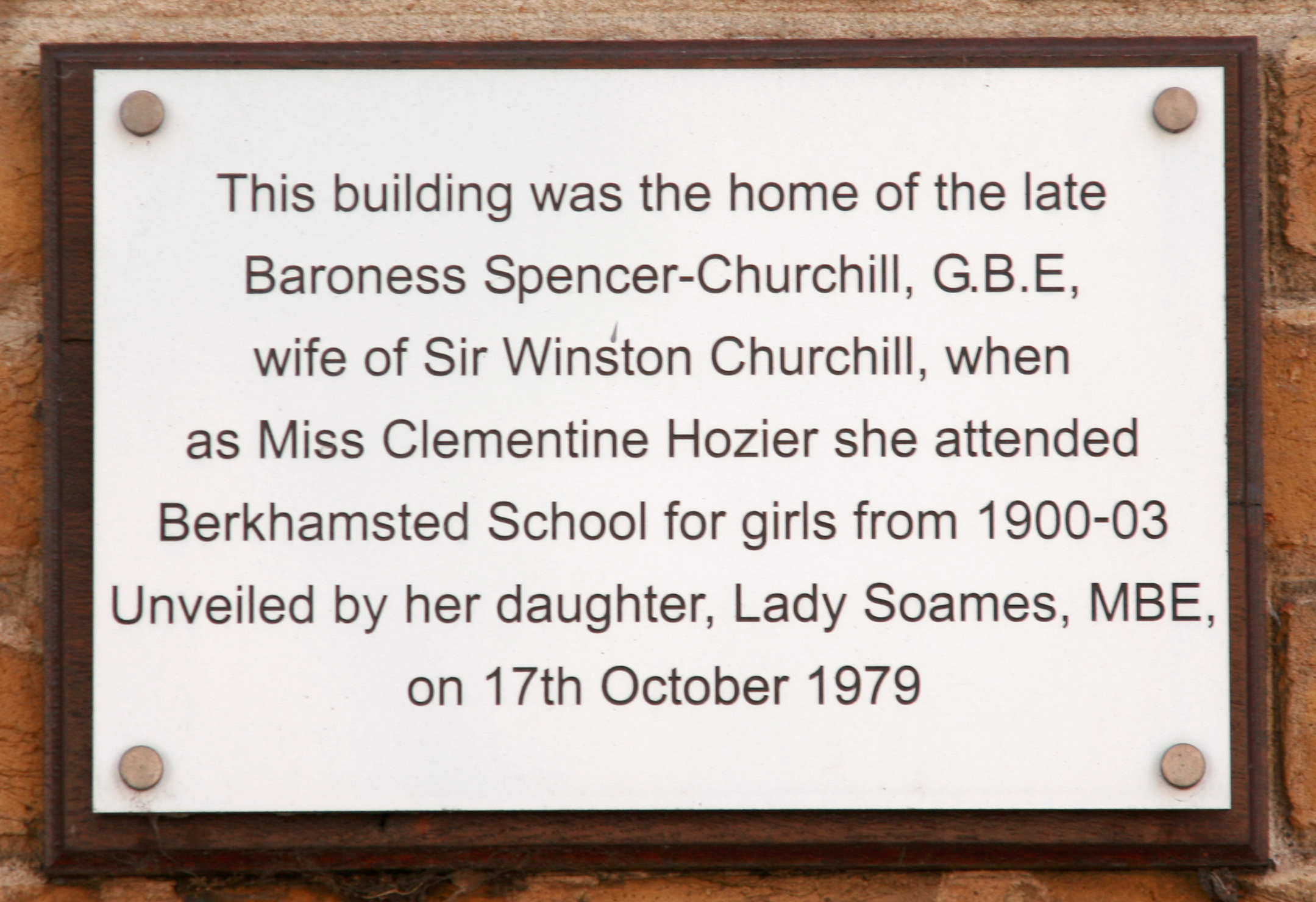
Plaque posée sur la maison de Berkhamsted.

En 1946, elle est nommée dame grand-croix de l'Empire britannique et devient ainsi Dame Clementine Churchill GBE. Elle est ensuite honorée par l'université de Glasgow et l'université d'Oxford, et, en 1976, par celle de Bristol. En mai 1965, elle est faite pair à vie et devient baronne Spencer-Churchill de Chartwell, dans le comté du Kent. Elle siège à la Chambre des lords comme indépendante. Sa surdité croissante l'empêche de prendre réellement part à la vie parlementaire.
À cause de l'inflation et de l'augmentation du coût de la vie, Clementine Churchill met aux enchères en 1977 cinq des peintures de son mari. Le prix qu'elle en tire est plus élevé que prévu, la sauvant ainsi de ses problèmes financiers. On ne découvrira qu'après sa mort qu'elle a détruit, parce qu'elle ne l'aimait pas, le fameux portrait de son mari peint par Graham Sutherland.
Lady Spencer-Churchill meurt le 12 décembre 1977 à Prince's Gate dans le quartier de Knightsbridge à Londres, d'une crise cardiaque à 92 ans. Elle est inhumée au côté de son mari, dans l'église Saint-Martin de Bladon.

## Dans la fiction
- 2002 : The Gathering Storm, interprétée par Vanessa Redgrave.
- 2009 : Into the Storm, jouée par Janet McTeer.
- 2016 : The Crown, interprétée par Harriet Walter.
- 2017 : Churchill, jouée par Miranda Richardson.
- 2017 : Les Heures sombres, interprétée par Kristin Scott Thomas.